# 李國永
李國永（英語：David Li Kwok Wing，2002年9月8日—），綽號「Lunch哥」，部份親中媒體則稱他為「Lunch仔」，是一名香港學生，於2020年反送中運動中積極參與和你Lunch示威活動而知名，成名後以「Lunch哥星級抗爭團隊」之名組織活動。可是，他曾與建制派人士作出友好行為，以及為12港人案設問答遊戲，令網民認為他並非真心地在抗爭，而是在博取他人關注。

## 背景
李國永就讀中華基督教會燕京書院，2019年時修讀中五。李曾在訪問中表示自己原為一名「港豬」，不關心社會和政治，直到反送中運動才改變。

## 政治參與

### 積極參與「和你Lunch」
李國永積極參與反送中運動中的和你Lunch行動，即使行動後來逐漸式微，但李國永仍然堅持參與，甚至出現只有其一人示威或靜坐的場面，因而被稱為「Lunch哥」。成名後，李國永以「星級抗爭團隊」的名義舉辦示威活動。然而，他在周梓樂祭壇前與另一名「星級抗爭團隊」的成員玩耍的事件曝光後，該成員不再參與「和你Lunch」活動。

### 發起「和你睇🍎」行動
2020年8月10日，在國安處搜查壹傳媒大樓事件後，李國永於翌日到警察總部外靜坐抗議，並隨後發起一連串「和你睇🍎」示威活動，以支持《蘋果日報》。 

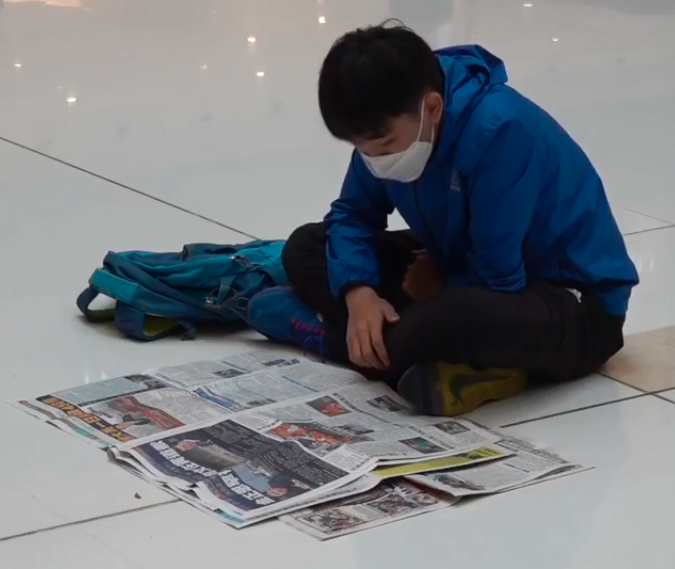
2020年9月26日李國永在新城市廣場「和你睇報紙」

### 裁判庭指罵陳彦霖家屬後被捕
2020年8月24日，陳彥霖第一天死因研訊結束後，李國永在死因庭外指罵陳彦霖家屬，並包圍和絆倒他們。李國永於翌日被警方以「在公眾地方內作出擾亂秩序行為」罪名被捕，並於11月26日改控「非法集結」且加控「藐視法庭」罪。 他於2024年8月26日被判有罪。

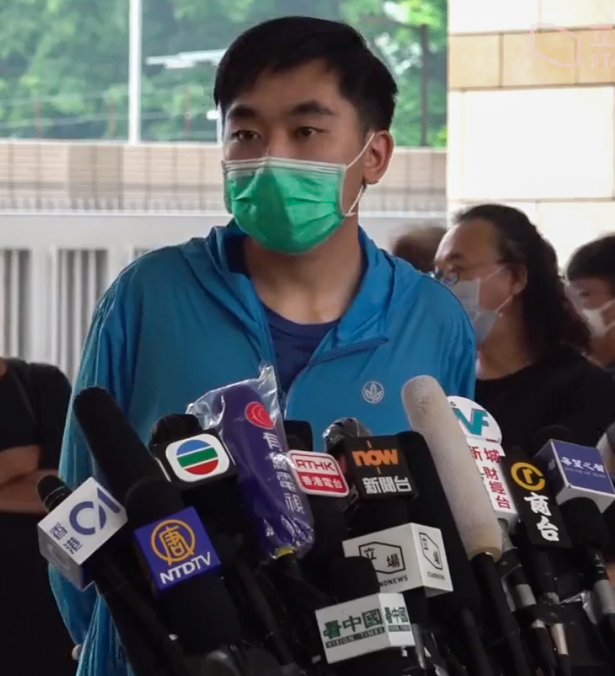
李國永於2020年8月27日被通宵扣查後見記者

### 遭中華基督教會燕京書院強制停學
李國永就讀的中華基督教會燕京書院於2020年9月29日勒令將李停學，理由是由於李經常穿著校服示威，如9月28日在政府總部的「和你讀」示威，校方不希望捲入政治風波。 

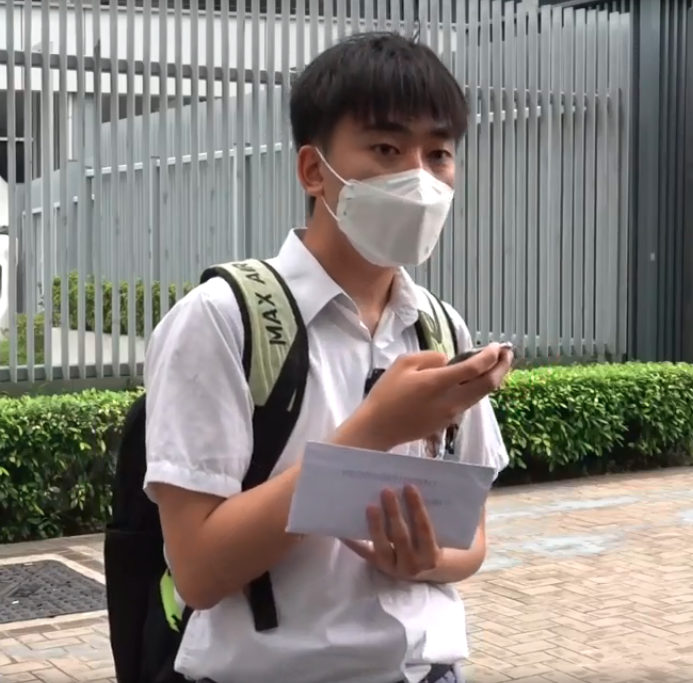
李國永於2020年9月28日在政府總部外「和你讀」

### 元朗遇襲
2020年10月9日，李國永在元朗南邊圍獨自進行「和你買樓」示威時，遭三名穿黑衣的男女尾隨騷擾，並用雨傘攻擊李的頭部和腹部，一名同行的網媒Avant Vision Supreme記者亦遭誤傷，便衣警員接報到場後以「襲擊致造成實際身體傷害」拘捕一名 15 歲男施襲者，李則送往博愛醫院驗傷。

## 爭議

### 交友軟件傳性器官照片事件
李國永於2020年10月被指曾在交友軟件向對象發送性器官照片。李回應指自己的確有使用交友軟件，但性器官照片是從網上下載，並非其本人的下體，且強調二人是你情我願，但亦指自己「無可否認係衰咗」（無可否認是做錯了），承諾日後會更小心做事。此事件被公開後更揭發李國永曾多次用私人Facebook帳號於成人群組內發出有關性愛的貼文，遭網民批評其假借抗爭之名騙取「光環」，並性騷擾女手足。

### 與親建制人士的友好行為
2020年10月7日，李國永到香港警察總部向警察提及請願信，並與警方握手。此舉引起網民不滿和費解，更怒斥他為「握狗男」。社運人士亦同樣不滿，岑敖暉質疑其為何與仇人握手仍若無其事，而香港眾志常委廖偉濂亦批評其猶如對警方搖尾乞憐，影響抗爭者形象。李國永亦在事後道歉，並指自己只是出於禮貌握手。 
2020年11月16日，李國永與綽號「大波Man」的親建制人士石房有一同做節目，並在節目上一度批評「黃媒」記者，且有說有笑，又在2021年1月4日與石房有一同到「藍店」用膳，引來網民非議，形容李的行為是「通敵」，只是為了搏取關注，賺取名氣，而非在真心抗爭，唯他事隔數月後解釋，指自己當時只是希望改變親建制人士的想法，從而令他們改變立場，唯最終計劃失敗，他認為失敗的原因是自己自視過高，因此決定與親建制人士斷絕來往，並且減小抗爭活動次數，讓自己自我反省
。

### 12港人案有獎問答遊戲
李國永在12港人案開審前，在其Facebook專頁開設有獎問答遊戲，讓網民競猜判刑長度，更稱猜中者可以獲得其簽名一個，價值一億港元。其做法引起了不少民主派人士的不滿，其中張秀賢批評其明顯只是想搏取他人關注，並呼籲網友儘快取消關注其專頁。 

### 假扮北上及到外國抗爭
李國永於2020年12月28日在Facebook稱自己北上深圳聲援12港人，自稱「成功申請用緊急情況豁免14日檢疫」，更上傳在海底撈用膳的照片。由於當時關口尚未解封，而且該海底撈照片被發現為網上圖片，因此李國永被網民批評其無端撒謊。及後，李國永更多次在其專頁上，盜用其他航空愛好者乘坐航班時拍攝的相片，聲稱到外國聲援其他社會運動，但發帖不久後又出席香港的靜坐活動，加上帖文內容破綻百出（例如訛稱自己乘搭國泰航空的波音747-400客機，但實際上該等機種已於2016年退役；其後，他再次訛稱自己乘搭機場快綫前往機場，但上傳的相片是一列東鐵綫SP1900的頭等車廂），因而再度被識破。

### 中大「和你睇」時辱罵途人
2020年11月12日，為響應香港中文大學的「中大保衛戰一週年展覽」，李國永到中大發起「和你睇」活動，被保安人員認出並拒絕入內，惟有在鄰近大學站的出入口繼續靜坐。過程中一名女學生質問其有關於性騷擾女士、阻撓「工程巴」女友送囚車、於周梓樂祭壇前自拍並潑汽水等醜聞，並引來另外兩個途人一同質詢，唯李認為該名女學生早就對自己有偏見，認為自己即使願意對其解釋上述醜聞，也不會有任何作用，因為他們的目的是刻意刁難自己，況且自己已經向多個傳媒澄清上述醜聞，因此他反斥罵該女學生是「臭雞」（婊子）。及後，他更報警聲稱保安意圖「非法禁錮」，並宣稱要一直靜坐至凌晨。半小時後，警察到場調停，而他最後亦離開。

## 評價
市民對李國永的評價非常兩極化，有網民認為他的行為是「膠化」抗爭，經常做出非常不智或具爭議性的行為，對抗爭毫無幫助之餘，更矮化抗爭者，部份網民甚至以「白卡仔」（智障人士）來形容他。但亦有網民認為他即使孤身一人仍堅持抗爭，敢於為不公義發聲，值得欣賞。 
不少政治人物亦曾對李國永作出評論。前香港眾志秘書長黃之鋒曾在Facebook批評其，指他的部份行為，例如向警方請願並握手一舉十分費解，前中大學生會會長岑敖暉亦指其行為嘔心，時評人健吾亦批評李經常說謊，較適合當立法會議員。然而亦有政治人物持相反意見，認為錯不在李國永身上。熱血公民主席鄭松泰曾在Facebook發文斥責批評者是「欺凌弱勢社群」，應用行動感化、教育對方，而非割蓆、二次欺凌，副主席鄭錦滿亦將矛頭指向《蘋果日報》、《立場新聞》等傳媒機構，認為李的「左膠」行為是傳媒縱容而成的。

## 支持者

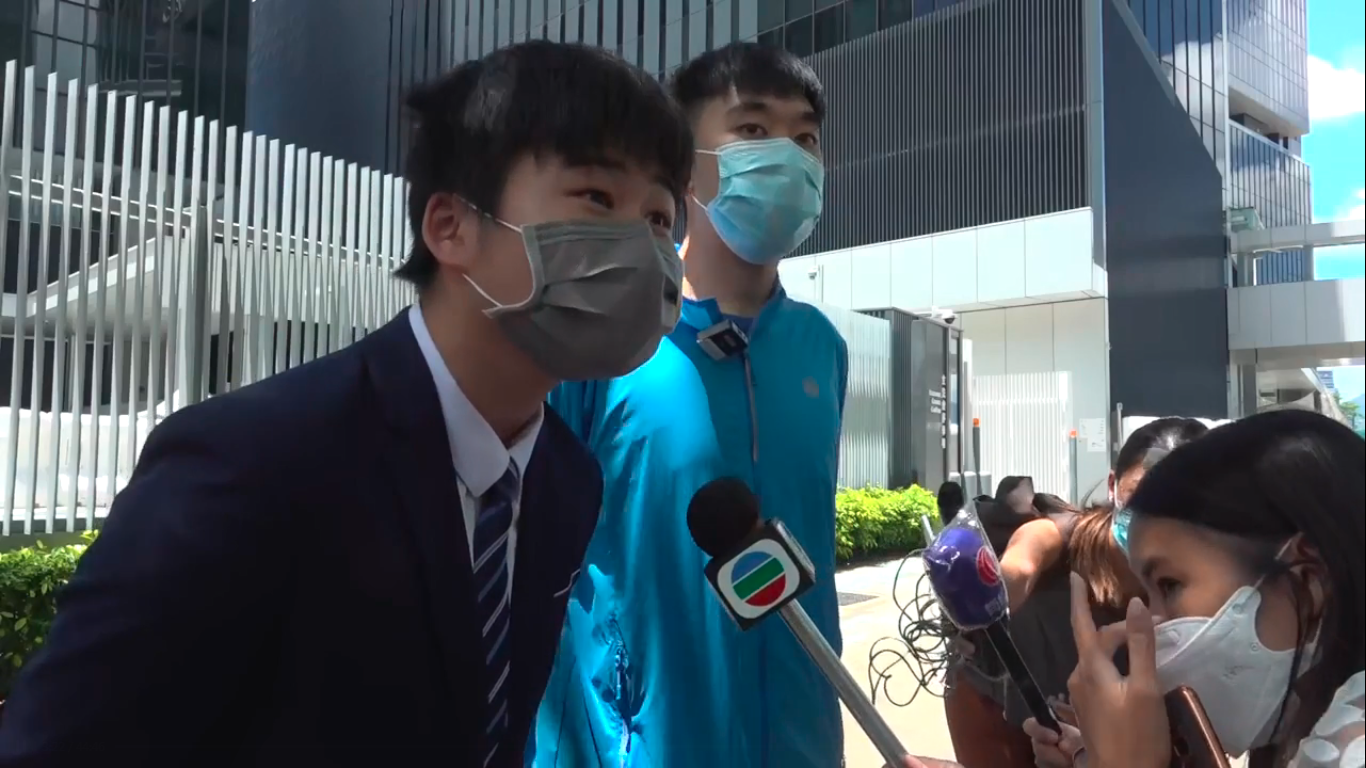
李國永與Harry於2020年8月14日在政府總部外示威

李國永雖大部份時間都是獨自行動，但間中有支持者到場與他一同示威和靜坐，包括14歲中學生Harry和自稱是「第二代美國隊長」的年輕馬姓男子。 

## 外部連結
- 李國永Facebook專頁「Lunch哥的抗爭生涯」
- 李國永Instagram帳號「lunch哥的抗爭生涯」